# Jüdischer Friedhof (Zweibrücken)

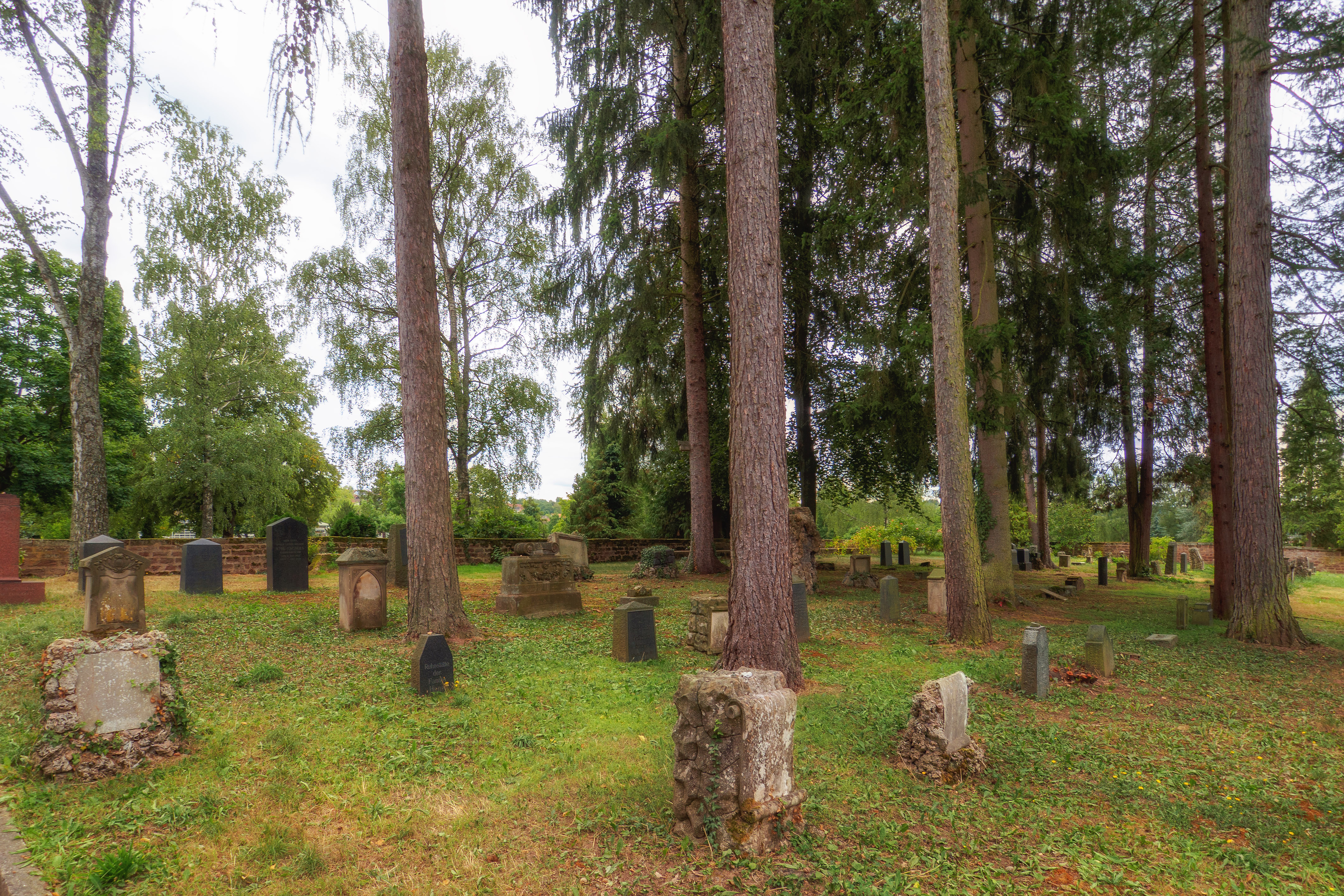
Jüdischer Friedhof Zweibrücken (2019)

Der Jüdische Friedhof Zweibrücken liegt in der kreisfreien Stadt Zweibrücken in Rheinland-Pfalz. Der 1893 angelegte jüdische Friedhof befindet sich in der Vogelgesangstraße in der Südostecke des 1789 eingerichteten allgemeinen Friedhofs. 